# Eschborn-Frankfurt City Loop 2009
La Eschborn-Frankfurt City Loop 2009, quarantottesima edizione della corsa, valido come evento del circuito UCI Europe Tour 2009 categoria 1.HC, si svolse il 1º maggio 2009 per un percorso di 190,8 km. Fu vinto dal tedesco Fabian Wegmann, che giunse al traguardo in 4h 35' 40" alla media di 41,528 km/h.
Al traguardo 44 ciclisti portarono a termine la gara.

## Ordine d'arrivo (Top 10)
| Pos. | Corridore         | Squadra         | Tempo    |
| ---- | ----------------- | --------------- | -------- |
| 1    | Fabian Wegmann    | Team Milram     | 4h35'40" |
| 2    | Karsten Kroon     | Team Saxo Bank  | s.t.     |
| 3    | Christian Knees   | Team Milram     | a 19"    |
| 4    | Bert De Waele     | Landbouwkrediet | s.t.     |
| 5    | Paul Martens      | Rabobank        | s.t.     |
| 6    | Jelle Vanendert   | Silence         | a 24"    |
| 7    | Matteo Carrara    | Vacansoleil     | a 33"    |
| 8    | Johnny Hoogerland | Vacansoleil     | a 53"    |
| 9    | Gerben Löwik      | Vacansoleil     | s.t.     |
| 10   | Simon Geschke     | Skil-Shimano    | s.t.     |